# Circonscription de Fincha
La circonscription de Fincha est une des 177 circonscriptions législatives de l'État fédéré Oromia, elle se situe dans la Zone Horo Gudru. Son représentant actuel est Ylma Weyesa Gebisa.